# Heinz Roggenkamp
Heinz Roggenkamp (* 5. Februar 1891 in Hamburg; † 29. Juni 1966 ebenda) war ein deutscher Schauspieler, Regisseur und Hörspielsprecher.

## Leben
Heinz Roggenkamp nahm als gelernter Kaufmann und seinerzeitiger Expedient einer Metallwarenfirma bei Leopold Jessner Schauspielunterricht, den er 1911 in der Rolle des Brackenburg in Goethes Egmont in einer Abschlussvorstellung beendete. Stationen seiner Bühnenlaufbahn waren zunächst das von Jessner geleitete Hamburger Thalia Theater, später das Stadttheater Meißen, das Altonaer Stadttheater und wiederum in Hamburg das Operetten-Theater am Spielbudenplatz und die Schilleroper. Anschließend ging er als Oberspielleiter nach Duisburg ans dortige Operetten-Theater.
Ab 1930 begann Heinz Roggenkamp umfangreich für den Hörfunk zu arbeiten und wirkte bis zum Beginn der 1960er Jahre in einer Vielzahl von hoch- und niederdeutschen Produktionen zunächst des Nordwestdeutschen Rundfunks und später des Norddeutschen Rundfunks mit, bis er mit dem 1. Februar 1962 seine Tätigkeiten beendete. Neben anderen Produktionen war Roggenkamp in zahlreichen Folgen der Reihe Das Gericht zieht sich zur Beratung zurück (Regie: Gerd Fricke) zu hören.
Heinz Roggenkamp, der nur selten vor der Kamera gestanden hatte, betätigte sich auch gelegentlich als Schlagertexter. So schrieb er beispielsweise den Text für das von Franz Josef Breuer vertonte Stimmungslied St. Pauli bleibt St. Pauli.

## Hörspiele

### Autor
- 1953: Swatten Peter – Regie: Günter Jansen

### Regisseur
- 1958: Dat Schüttenbild – Autor: Ernst-Otto Schlöpke

### Sprecher (Auswahl)
- 1946: De politsche Kannengeter – Regie: Curt Becker
- 1946: Hallo üm de Koh – Regie: Curt Becker
- 1950: Swienskomödi – Regie: Hans Freundt
- 1950: Michael Kramer – Regie: Otto Kurth
- 1950: Die Reise nach Tilsit – Regie: Fritz Schröder-Jahn
- 1951: Mordmelodie – Regie: Otto Kurth
- 1951: Dat Redentiner Osterspill – Regie: Hans Freundt
- 1951: Der Staatsstreich – Regie: Fritz Schröder-Jahn
- 1952: Pole Poppenspäler – Regie: Werner Perrey
- 1952: Pfandschein 1313 – Regie: Hans Rosenhauer
- 1952: Karussell zu verkaufen – Regie: Helmut Käutner
- 1952: Blick auf Venedig – Regie: Gustav Burmester
- 1952: Der Tiger Jussuf – Regie: Kurt Reiss
- 1952: Jürnjakob Swehn, der Amerikafahrer – Regie: Hans Freundt
- 1952: Besorgen Sie uns 2000 Dromedare – Regie: Hans Freundt
- 1953: Dat verkennte Genie – Regie: Hans Freundt
- 1953: De anner Weg – Regie: Günter Jansen
- 1953: Das Schiff Esperanza – Regie: Otto Kurth
- 1954: Der Mann aus den Wäldern – Regie: Otto Kurth
- 1954: Hemmingstedt – Regie: Günter Jansen
- 1954: Smuggelmeier – Regie: Günter Jansen
- 1954: Kein Lorbeer für Augusto – Regie: Fritz Schröder-Jahn
- 1954: Unter dem Milchwald – Regie: Fritz Schröder-Jahn
- 1955: De frömde Fro – Regie: Hans Tügel
- 1955: Philemon und Baucis – Regie: Fritz Schröder-Jahn
- 1955: Sien Monika – Regie: Günter Jansen
- 1956: Fritz Stavenhagen – Regie: Hans Tügel
- 1956: Erblindete Spiegel – Regie: Hans Gertberg
- 1956: Das Verhör des Lukullus – Regie: Fritz Schröder-Jahn
- 1957: Paragraf een: „De Minsch“ – Regie: Günter Jansen
- 1957: Old Man River – Regie: Gustav Burmester
- 1957: Ein Fall für Herrn Schmidt – Regie: Fritz Schröder-Jahn
- 1958: De Doden sünd dod – Regie: Hans Tügel
- 1958: Die Jagd nach dem Täter (Folge: Die Tote aus Hafenbecken 1) – Regie: S. O. Wagner
- 1958: Merkur über Hamburg – Regie: Hans Tügel
- 1958: Festianus, Märtyrer – Regie: Gustav Burmester
- 1959: Hurra, mien Modder kan swemm'n – Regie: Otto Lüthje
- 1959: Anabasis – Regie: Egon Monk
- 1959: Friedensvertrag – Regie: Ludwig Cremer
- 1959: Die Karaffe – Regie: Kurt Reiss
- 1960: An’e Eck von de Melkstroot – Regie: Rudolf Beiswanger
- 1960: Richtige Weihnachten – Fritz Schröder-Jahn
- 1960: Een Handbreet wieder… – Regie: Rudolf Beiswanger
- 1961: Marschmusik för’t Leben – Regie: Hans Tügel
- 1961: Storm in de Nacht – Regie: Heinz Lanker
- 1961: De achter uns steiht – Regie: Hans Tügel

## Filmografie
- 1938: Fracht von Baltimore
- 1948: Finale